# JSDoc
JSDocは、JavaScriptのソースコードにアノテーション(注釈)を追加するために使われるマークアップ言語である。JSDocをコメントの中に含めることで、プログラマーは自分が書いたコードのAPIを記述するドキュメントを追加することができる。JSDocをさまざまなツールで処理することで、HTMLやRich Text Formatなどの形式のアクセス可能なドキュメンテーションを自動生成することができる。JSDocは、Apache License 2.0の元にライセンスされている自由ソフトウェアである。

## 歴史
JavaScriptをドキュメントするためにJavadocに似た構文を使用した最初期の使用例は、1999にリリースされたNetscape/MozillaプロジェクトのRhinoである。これは、Javaで書かれたJavaScriptのランタイムシステムである。
JSDocの構文とセマンティックスは、Javaに書かれるコードのドキュメンティングに使われる、Javadocのスキームに似ている。JSDocがJavadocと異なるのは、JavaScriptの動的な振る舞いを扱うために特化している点である。

## JSDocタグ
モダンなJSDocでよく使用されるアノテーションの一部を紹介する。
| タグ         | 説明 |
| ------------ | --- |
| @author      | 開発者の名前 |
| @constructor | 関数がコンストラクタ（constructor）であるという印をつける                                                              |
| @deprecated  | 関数が非推奨（deprecated）であるという印をつける                                                                       |
| @exception   | @throwsの別名 |
| @exports     | モジュールがexportするメンバーであることを指定する                                                                     |
| @param       | メソッドのパラメータをドキュメント化する。波括弧の中にデータ型の名前を書いて、パラメータ名の前に挿入することができる。 |
| @private     | メンバーがprivateであることを示す                                                                                      |
| @return      | 返り値をドキュメント化する                                                                                             |
| @returns     | @returnの別名 |
| @see         | 他のオブジェクトとの関連をドキュメント化する                                                                           |
| @todo        | 不足しているものや追加可能なもの（something open）をドキュメント化する                                                 |
| @this        | 関数内で"this"というキーワードが指しているオブジェクトの型を指定する                                                   |
| @throws      | メソッドが投げる例外をドキュメント化する                                                                               |
| @version     | ライブラリのバージョンナンバーを提供する                                                                               |

## 例
```
/**

 * Circle のインスタンスを作成する。

 *

 * @constructor

 * @author: わたし

 * @this {Circle}

 * @param {number} r 作成したい円の半径。

 */

function
 
Circle
(
r
)
 
{

    
/** @private */
 
this
.
radius
 
=
 
r
;

    
/** @private */
 
this
.
circumference
 
=
 
2
 
*
 
Math
.
PI
 
*
 
r
;

}

/**

 * 直径から新しい Circle を作成する。

 *

 * @param {number} d 作りたい円の直径。

 * @return {Circle} 新しい Circle オブジェクト。

 */

Circle
.
fromDiameter
 
=
 
function
 
(
d
)
 
{

    
return
 
new
 
Circle
(
d
 
/
 
2
);

};

/**

 * Circle の円周を計算する。

 *

 * @deprecated

 * @this {Circle}

 * @return {number} 円の円周。

 */

Circle
.
prototype
.
calculateCircumference
 
=
 
function
 
()
 
{

    
return
 
2
 
*
 
Math
.
PI
 
*
 
this
.
radius
;

};

/**

 * Circle の計算済みの円周を返す。

 *

 * @this {Circle}

 * @return {number} 円の円周。

 */

Circle
.
prototype
.
getCircumference
 
=
 
function
 
()
 
{

    
return
 
this
.
circumference
;

};

/**

 * Circle の文字列表記を返す。

 *

 * @override

 * @this {Circle}

 * @return {string} この Circle のヒューマンリーダブルな表記。

 */

Circle
.
prototype
.
toString
 
=
 
function
 
()
 
{

    
return
 
"A Circle object with radius of "
 
+
 
this
.
radius
 
+
 
"."
;

};

```

## JSDocの使用例
- GoogleのClosure LinterおよびClosure Compiler（英語版）。後者は、型情報を抽出することで、JavaScriptの出力を最適化する。
- 有名なエディタSublime TextはJSDocをDocBlockrまたはDoxyDoxygenプラグインによってサポートする。
- JSDocの構文は、次の書籍内に詳細に記述されている。Apress book Foundations of Ajax ISBN 1-59059-582-3
- IntelliJ IDEA、NetBeans、RubyMine（英語版）は、JSDocの構文を認識することができる。
- Eclipse IDEには、JSDoc構文を認識できるようにする拡張機能がある。EclipseをベースにしたAptana Studio（英語版）はScriptDocをサポートしており、含まれているJavaScriptファイルはScriptDocでコメントされている。
- MozillaのインラインエディタMozileは、JSDocを使用している。
- Helmaアプリケーションフレームワークは、JSDocを使用している。
- SproutCoreのドキュメンテーションは、JSDocから自動生成されている。
- Visual StudioやWebStorm（英語版）などの統合開発環境（IDE）やテキストエディタは、JSDocのコメントに基づいたコード補完機能などのコーディング支援機能を提供している。
- オープンソースのエディタAtomは、atom-easy-jsdocプラグインによりJSDocをサポートしている。